# Balser Puorger
Balser Puorger (* 20. Juli 1864 in Seraplana; † 25. September 1943 in Kilchberg ZH) war ein Schweizer Lehrer und Schriftsteller.

## Leben
Balser Puorger wuchs auf in Seraplana bei Ramosch. Als Lehrer bekleidete er Stellen in Vnà, Sent GR und Mesocco, von 1890 bis 1896 an der Schweizerschule in Bergamo. Nach Studien in Zürich und Lausanne erwarb er 1896 das Patent als Sekundarlehrer. Von 1896 bis 1936 wirkte er als Geschichtslehrer an der Kantonsschule und am Lehrerseminar in Chur.
Puorger war Autor realistischer Erzählungen welche er im Engadin des 18. und 19. Jahrhunderts ansiedelte, ebenso in Italien und Frankreich als den klassischen Auswanderungsländern der damaligen Engadiner. Er publizierte seine Texte in Organen wie Chalender Ladin, Annalas da la Societad Retorumantscha (Jahrbuch der rätoromanischen Gesellschaft) u. a. Er schrieb vornehmlich auf Vallader, aber auch in Deutsch und italienisch.
Unter dem Titel La glieud da Schilana gaben die Linguisten Mevina Puorger Pestalozzi und Dumenic Andry das von Puorger zwischen 1910 und 1939 verfasste Werk heraus.

## Werke (Auswahl)
Belletristik
- Ils Baltramieus, 1918 (Neuausgabe, editionmevinapuorger, Zürich 2014, ISBN 978-3-033-04407-4).
- Antigone in Engiadina; Sacrifizis. Erzählungen. Chasa Paterna, 7.[5]
- La glieud da Schilana. In: Annalas da la Societad Retorumantscha, Band 49 (1935). doi:10.5169/seals-205613
- La morta in baselgia. Erzählung. In: Il Tramagliunz, Supplemaint da la Gazetta Ladina, Nr. 20/21, XII. Annada, 1935.[6]
- Raquints. (Erzählungen). Engadin Press, Samedan 1953.
- La glieud da Schilana ed oters raquints. editionmevinapuorger, Zürich 2012, ISBN 978-3-033-03447-1. (Originalversion der Texte; Vallader)[7]

Sachbücher
- Die Jostÿs und Tuors: Bündner in Heimat und Fremde. 1919.
- Las stradas alpinas in Grischun. Kantonsschule Chur, Chur 1944.[8]